# 迎春酒
迎春酒是河北省廊坊市安次出产的一系列白酒，源于当地三家最早，也为开业最长的酒坊：山西大资本家史正维委托当地人刘厚斋于1913年开办的中烧锅“聚盛源” 、河西务镇葛氏家族在1918年开办的南烧锅“庆生源” 、和本地资本家侯玉刚在1920年开办的北烧锅“天顺源”。1948年12月13日夜当地易手，当局两天后于15日接管了酒坊，随后于1949年合并三家酒坊成立“汇泉涌国营酒厂”，后数度扩张、易名。酒厂最初只生产散装白酒，后于1965年开始生产瓶装“高峰”牌白酒。为提高产品质量，厂长周喜春1972年从茅台易地生产试点芦台春酒厂带回原料和酒师，开始试制酱香型白酒，四个月后成功说服并调动茅台易地生产的主持人、但当时已被下放到固安五七干校的总师周恒刚来厂指导，于1973年以茅台工艺酿成酱香型白酒，次年投产，产品推出后广受欢迎，被誉为“北方小茅台”，并多次获奖。迎春酒还是和同为酱香型的茅台有所不同，且茅台为大曲酒，迎春酒则为麸曲酒。